# Joseph Cardijn
Josef-Léon Cardijn (Schaerbeek,18 de novembro de 1882 - Lovaina, 25 de julho de 1967) foi um cardeal belga, que trabalhou pelo compromisso social da Igreja Católica no início do século XX. Fundador da Juventude Operária Católica (JOC). Está em processo de beatificação.

## Primeiros anos
Seu pai, que não sabia ler, era cocheiro e jardineiro e a sua mãe empregada doméstica. Quando tinha quatro anos, sua família foi viver no sul de Bruxelas, onde começaram a vender carvão e estabeleceram uma pequena cantina. A família tinha poucos recursos para alimentar os quatro filhos.
Joseph começou a trabalhar com pouca idade, transportando sacos de carvão.
Ainda muito jovem, Joseph observava os trabalhadores relatando as suas precárias condições de vida e pessoas muito jovens que iam trabalhar e, por isso, deixavam de frequentar a escola.

## Vida religiosa
Ingressou no seminário em Malines em 1897. Quando foi visitar sua família durante as férias no seminário, teve contato com seus antigos colegas de escola, que passaram a trabalhar como operários e tinham uma visão bastante negativa da Igreja Católica, vista como uma aliada dos opressores dos trabalhadores. Em 1903, vendo seu pai a beira da morte, prometeu que daria a sua vida para salvar as almas da classe trabalhadora.
Foi ordenado sacerdote em 22 de setembro de 1906.
O Cardeal Mercier, ao perceber a importância do propósito de Cardijn, o enviou para estudar a Doutrina Social da Igreja na Universidade de Louvain. Depois viajou por toda a Europa para melhor conhecer os programas sociais existentes em prol dos trabalhadores. Após viajar pela Inglaterra, Alemanha e França, Cardijn fica mais convicto de que a juventude é a chave para resolver questão social da Europa.
Depois disso foi enviado para ensinar literatura e matemática em uma escola secundária para meninos de classe média em Basse-Wavre (Bélgica). Durante esse período, continuou a fazer viagens pela Europa.
Em 1912, foi nomeado como coadjutor da paróquia de Laeken, iniciando sua obra pastoral entre os jovens obreiros belgas, que tinham posições anticlericais. Apesar da resistência, Cardijn buscava conversar com eles, procurando conhecer suas condições de vida. Depois Cardijn, conseguiu reunir um grupo de jovens colaboradoras, que por meio do método "ver julgar e agir", começam a se engajar em seu trabalho de evangelização dos trabalhadores. Depois conseguiu organizar grupos de jovens do sexo masculino com a mesma missão.
Em 1914, teve início a Primeira Guerra Mundial e tropas alemãs invadiram a Bélgica. Cardijn mobilizou os jovens para coletarem alimentos, medicamentos, roupas e combustível para os soldados e outras vítimas da guerra.
Em 1915, foi nomeado Diretor da Diocesano da Ação Social em Bruxelas e capelão dos sindicatos cristãos (1915), agrupando os jovens da chamada Juventude Sindicalista (1919), que se tornaria (1924) a Juventude Operária Cristã (JOC).
Em 1916, Cardijn realizava algumas atividades clandestinas, fazendo críticas à agressão alemã e à deportação de trabalhadores belgas para trabalhar em fábricas de armamento alemães, por isso foi condenado a 13 meses de prisão. Devido a essa prisão, sua mãe sofreu colapso nervoso do qual nunca se recuperou totalmente. Durante o tempo na prisão, Cardijn leu a Bíblia, textos de Karl Marx (obtidos clandestinamente). Nesse período, conseguiu enviar, também clandestinamente, seus escritos para fora da prisão.
Em 1918, Cardijn foi novamente preso pelos invasores alemães e condenado a dez anos de trabalhos forçados, por supostos atos de espionagem, mas foi libertado poucos meses depois devido ao fim da guerra.
Em 1919, contraiu tuberculose e foi enviado para tratamento em um hospital militar em Cannes (França). Após longos meses de tratamento, pode retornar à Bruxelas.
Em 1920, fundou a Ação Católica, que agruparia a todos os dirigentes operários católicos em todo o mundo.
Em 1923, faleceu sua mãe.
Em 1940, tropas alemãs invadem a Bélgica no contexto da Segunda Guerra Mundial. Cardijn mobiliza a JOC contra as forças de ocupação se opondo ao trabalho forçado e à deportação para fábricas alemãs. A Gestapo prendeu Cardijn e vários líderes da JOC.
Em setembro 1942, Cardijn foi libertado da prisão, apesar de sua recusa em deixar a prisão, a menos que outros capturados com ele fossem também libertados. Estando livre, Cardijn trabalhou para ajudar as vítimas da ocupação alemã.
Recebeu doutorados honorários de faculdades e universidades em todo o mundo. Recebeu diversas condecorações, entre elas a de tornar-se membro da Legião de Honra francesa. Nesse ano, a JOC já existia em 60 países.
Durante o Pontificado de João XXIII colaborou na redação da Encíclica Mater et Magistra e de alguns documentos aprovados no Concílio Vaticano II.
Pela sua obra social, foi criado cardeal no Consistório Ordinário Público de 22 de fevereiro de 1965, pelo Papa Paulo VI, com o título de cardeal-diácono de São Miguel Arcanjo, recebendo o barrete cardinalício em 25 de fevereiro. Participou do Concílio Vaticano II. Foi nomeado arcebispo titular de Tusuro em 15 de fevereiro de 1965, recebendo a ordenação episcopal em 21 de fevereiro, véspera do Consistório, na Capela do Pontificio Collegio Urbano de Propaganda Fide, do cardeal Leo-Jozef Suenens, arcebispo de Mechelen-Bruxelas, coadjuvado por Charles-Marie Himmer, bispo de Tournai e por Emiel-Jozef De Smedt, bispo de Bruges.
Morreu em Lovaina, Bélgica, em 24 de julho de 1967, quando a JOC já existia em 109 países. A causa de beatificação do cardeal foi iniciada em 2014 e ele é intitulado Servo de Deus.